# Рожково (Владимирская область)
Рожково — деревня в Киржачском районе Владимирской области России, входит в состав Филипповского сельского поселения. 

## География
Деревня расположена на берегу реки Мележа в 5 км на юго-запад от центра поселения села Филипповское и в 24 км на юго-запад от Киржача. 

## История
В конце XIX — начале XX века деревня входила в состав Филипповской волости Покровского уезда, с 1926 года в составе Александровского уезда. В 1859 году в деревне числилось 28 дворов, в 1905 году — 49 дворов, в 1926 году — 55 дворов.
С 1929 года деревня входила в состав Захаровского сельсовета Киржачского района, с 1940 года — в составе Филипповского сельсовета, с 2005 года — в составе Филипповского сельского поселения.

## Население
| 1859 | 1905 | 1926 | 2002 | 2010 | 2021 |
| ---- | ---- | ---- | ---- | ---- | ---- |
| 203  | ↗316 | ↘244 | ↘17  | ↘12  | ↘7   |